# Arcade (песен)
„Arcade“ (на български: Аркада) е англоезична песен на нидерландския певец Дънкан Лорънс. Песента представлява Нидерландия на Евровизия 2019 в Тел Авив, Израел. Песента е пусната за дигитално изтегляне на 7 март 2019 г. Песента е написана от Дънкан Лорънс, Джоел Шьойо, Уотер Харди и Уил Нокс. След обявяването на пълния състав на песните, „Arcade“ е фаворита нда спечели Евровизия и остава такъв до края на песенния конкурс. Акустична версия на песента е пусната на 19 юли 2019 г. През май 2020 г. песента „Arcade“ е включена в дебютния албум на Дънкан Лорънс, „World of Fire“.

## В „Евровизия 2019“
На 28 януари 2019 г. се провежда жребий, който поставя всяка участваща страна в един от двата полуфинали, както и определя в коя половина от шоуто те ще излязат на сцената. Нидерландия е изтеглена за участие във втория полуфинал, който се провежда на 16 май 2019 г. и страната е предвидена за изпълнение през втората половина на шоуто. След като всички песни за конкурса през 2019 г. са публично достъпни, редът за изпълнение на полуфиналите се определя от продуцентите на шоуто, а не чрез друг жребий, така че стилово подобни песни да не са поставени една до друга. Нидерландия се представя от позиция 16 и успява да се класира за финала.
На финала, Дънкан Лорънс се представя в първата половина на шоуто, на място 12. Песента „Arcade“ получава 12 точки от шест журита и два пъти от телефонното гласуване. Нидерландия се надпреварва за победа заедно със Северна Македония, Швеция и Италия по време на гласуването на журито и последно, по времето на обявяване на резултатите от телефонното гласуване, но в крайна сметка печели песенния конкурс с 492 точки. След като първоначалните резултати на беларуското жури са премахнати, окончателния брой набрани точки нараства на 498. Това е първа победа на Нидерландия в Евровизия от 1975 г., когато „Тийч-Ин“ печели с песента „Ding-a-dong“.